# Janusz Mielczarek
Janusz Mielczarek (16. června 1936 Čenstochová – 11. května 2025 tamtéž) byl polský umělecký fotograf. Řádný člen a umělec Fotoklubu Polské republiky (AFRP). Člen pobočky Fotoklubu Polské republiky. Řádný člen Slezského okresu Asociace polských uměleckých fotografů. Čestný člen Fotografické společnosti Edmunda Osterloffa v Radomsku.

## Životopis
Janusz Mielczarek žil a pracoval v Čenstochové. V letech 1950–1954 byl studentem střední školy Henryka Sienkiewicze v Čenstochové. V roce 1959 absolvoval Vysokou školu ekonomickou v Čenstochové. V letech 1970–1975 byl novinářem deníku Gazeta Częstochowska. V letech 1975–1996 byl tiskovým mluvčím po sobě jdoucích vojvodů v Čenstochové. Byl novinářem, spisovatelem a autorem několika sbírek povídek – v roce 1986 vydal vlastní sbírku povídek Zanim wyrzucą cię z samolotu (Než vás shodí z letadla). V roce 1983 vydal své vlastní album „Fotografie“.
Byl iniciátorem, spoluorganizátorem a dlouholetým komisařem Mezinárodního salonu „Zátiší ve fotografii“, pořádaného pod záštitou Mezinárodní federace fotografického umění (FIAP), Fotoklubu Polské republiky Svazu umělců a starosty města Čenstochové.
Byl autorem a spoluautorem řady fotografických výstav; individuálních, kolektivních, na plenérech a soutěžích. Aktivně se účastnil Mezinárodních fotografických salonů (mimo jiné) pořádaných pod patronací FIAP a získal řadu medailí, ocenění, vyznamenání a diplomů . V roce 2001 byl spoluzakladatelem fotoklubu Częstochowa Jura, který je kolektivním členem fotoklubu RP. Byl vedoucím a účastníkem mnoha fotografických workshopů a plenérů. Byl členem poroty ve fotografických soutěžích.
Díla Janusze Mielczarka byla představena v Almanachu (1995–2017), který vydal Fotoklub Rzeczypospolitej Polskiej Stowarzyszenie Twórców.
V roce 1995 byl Janusz Mielczarek přijat za člena Fotoklubu Polské republiky při Svazu umělců.
V roce 2016 získal diplom Umělecké rady Asociace polských uměleckých fotografů.
V roce 2018 byl vyznamenán Medailí „Za zásluhy o polskou fotografii“ – oceněním udělovaným Kapitulou Fotoklubu Rzeczypospolitej Polské Sdružení tvůrců – u příležitosti 100. výročí znovuzískání nezávislosti Polska. Byl pohřben 15. května 2025 na Kulském hřbitově v Čenstochové.

## Ceny a ocenění
- Zlatý kříž za zásluhy[8]
- Bronzová medaile za zásluhy o kulturu Gloria Artis (2010)[35][36][37]
- Stříbrná medaile za zásluhy o polskou fotografii [36]
- Medaile „Za zásluhy o polskou fotografii“ (2018)[33][38]